# Słopnice

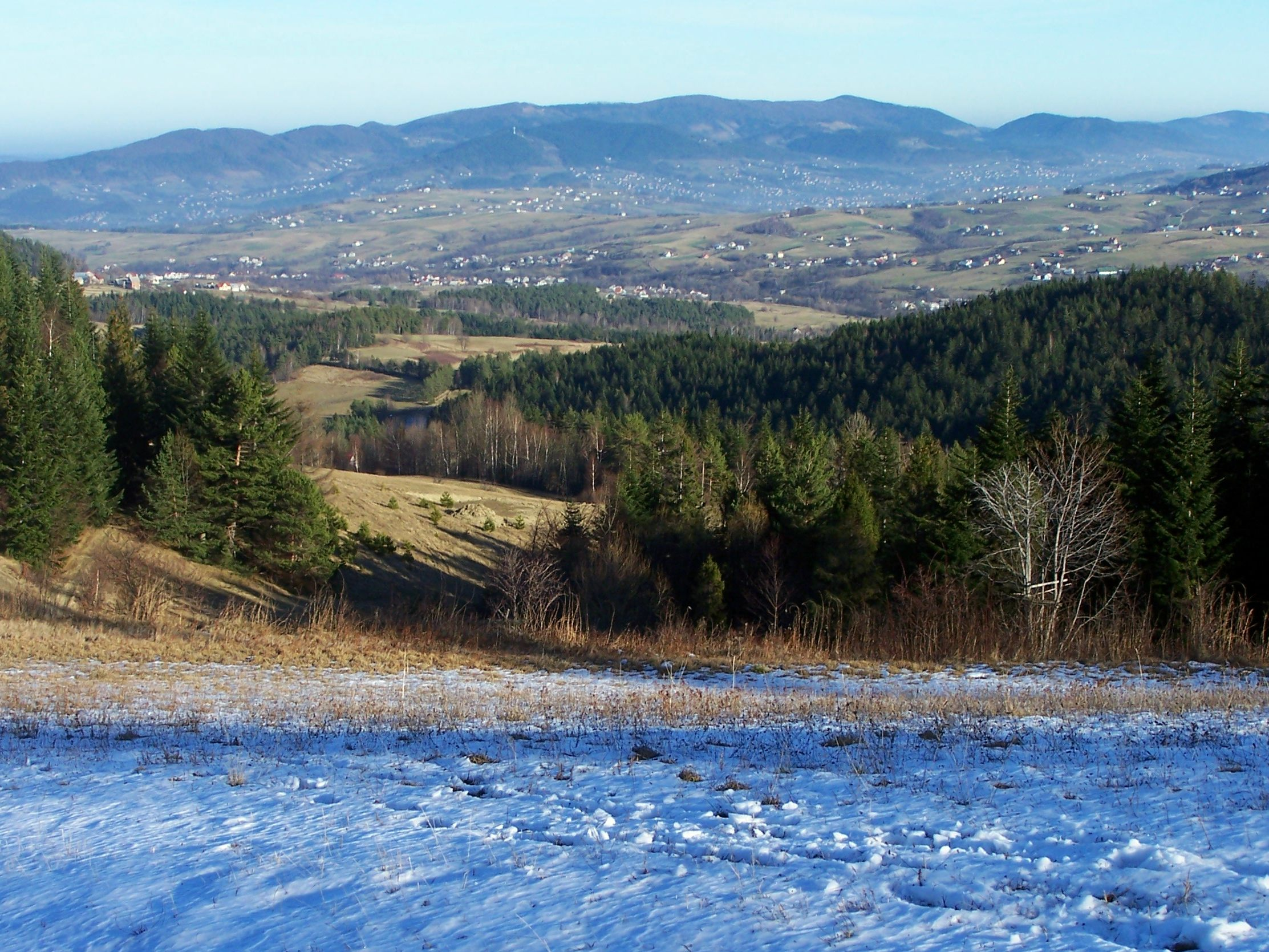
Słopnice látképe

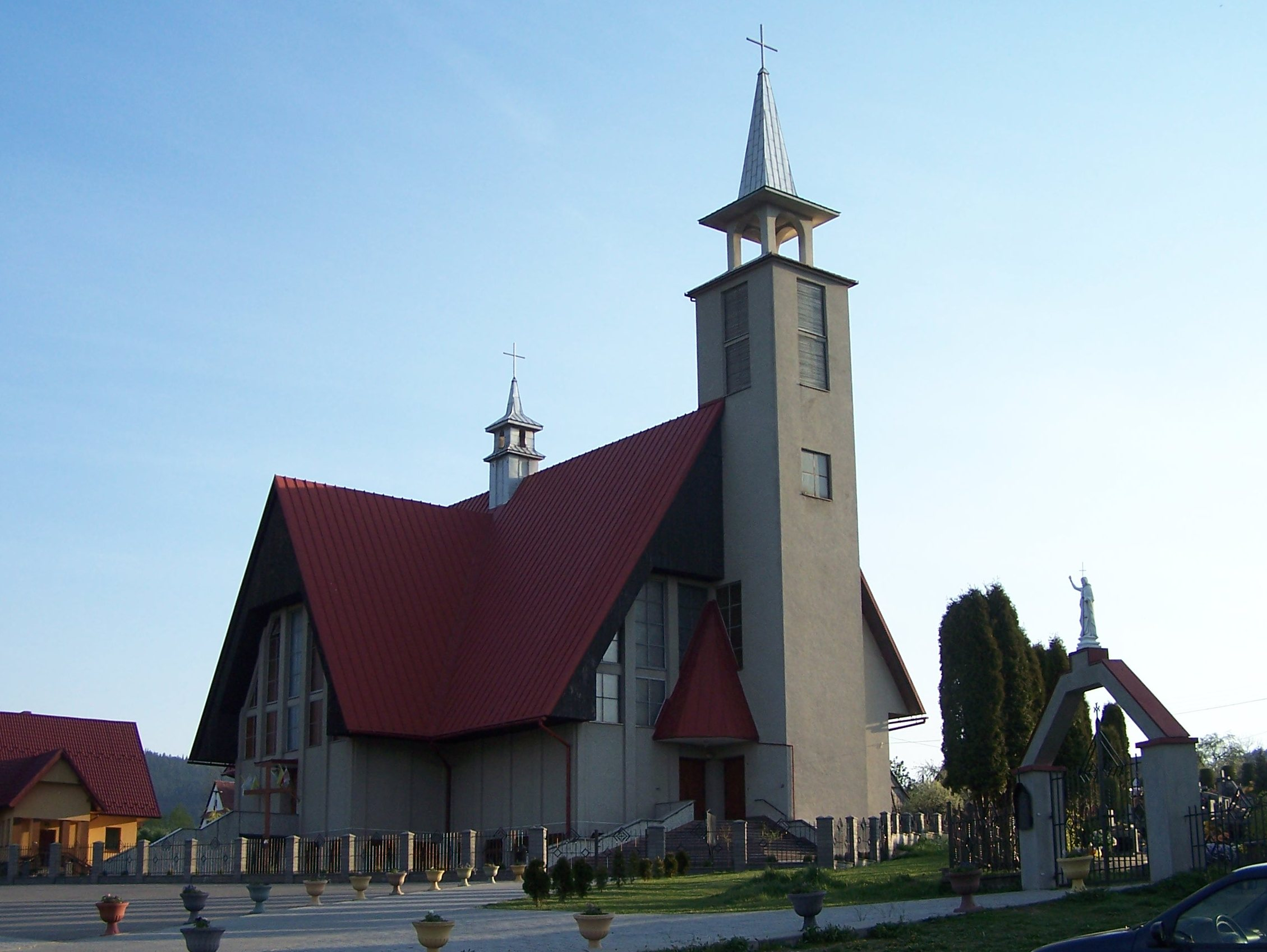
Kościół Matki Bożej Częstochowskiej w Słopnicach

Słopnice község Lengyelországban, a Kis-lengyelországi vajdaság Limanowai járásában. A település átlagmagassága 500 m. A község lakossága megközelítőleg 6 500 fő.

## Története
1997-ben alakított önálló önkormányzatot. 1999 óta a polgármester Adam Soltys.

## Nevezetességei
- Kościół Matki Bożej Częstochowskiej w Słopnicach (A częstochowai nagyasszony słopnicei temploma)
- Kościół św. Andrzeja Apostoła w Słopnicach (Szent András apostol słopnicei temploma)
- Klasszicista stílusú tégla kastély, mely a 19. század első felében épült
- Az 1871-es kolerajárvány áldozatainak a temetője (Zaświerczu)
- Regionális Kamara az általános iskolában

## Közlekedés
Újszandec és Limanowa, valamint Rabka-Zdrój irányából is a 28-as főúton lehet megközelíteni a községet. Zamieściétől déli irányban helyezkedik el a község központja.

## Turizmus
Vonzó hely a turisták és a nyaralni vágyók számára Zaświercza. Egy mély völgy között a Łopieniem és Świerczkiem között magasodik a Górnych Słopnic és a Przełęczy Słopnicka csúcsok.

### Túraútvonalak
– Sárga turistaút Tymbark felől.

## Településrészek
- Biała Noga
- Brodki
- Chochołówka
- Czajnówka
- Czeczotki
- Do Kaima
- Dwór
- Filipówka
- Folwark
- Garncarzówka
- Giemziki Dolne
- Giemziki Górne
- Głębiec, Górki
- Grabkówka
- Granice
- Gwizdówka
- Hajdówka
- Jachymówka
- Janówka
- Karczówka
- Kulpówka
- Kwaśniakówka
- Liski
- Malarzówka
- Marciszówka
- Marki
- Pachuty Dolne
- Pachuty Górne
- Papierzówka
- Piaski
- Piechotówka
- Podgórze
- Pod Mogielicą
- Porębów
- Przylaski
- Putówka
- Pyrdały
- Rola Dolna
- Rola Górna
- Sasy
- Sączki
- Sroki Dolne
- Sroki Górne
- Staniszówka
- Śliwówka
- Talaski
- Udzielówka
- Więcki
- Wikarówka
- Woźniówka
- Wójtostwo
- Zadziele
- Zagrody
- Zalas
- Zapotok
- Zarębki
- Zaświercze
- Ząbczykówka
- Zielińskówka

## Testvérvárosok
- Gießhübl, Ausztria
- Lázári, Románia
- Chlebnice, Szlovákia
- Zajta, Magyarország
- Balkány, Magyarország

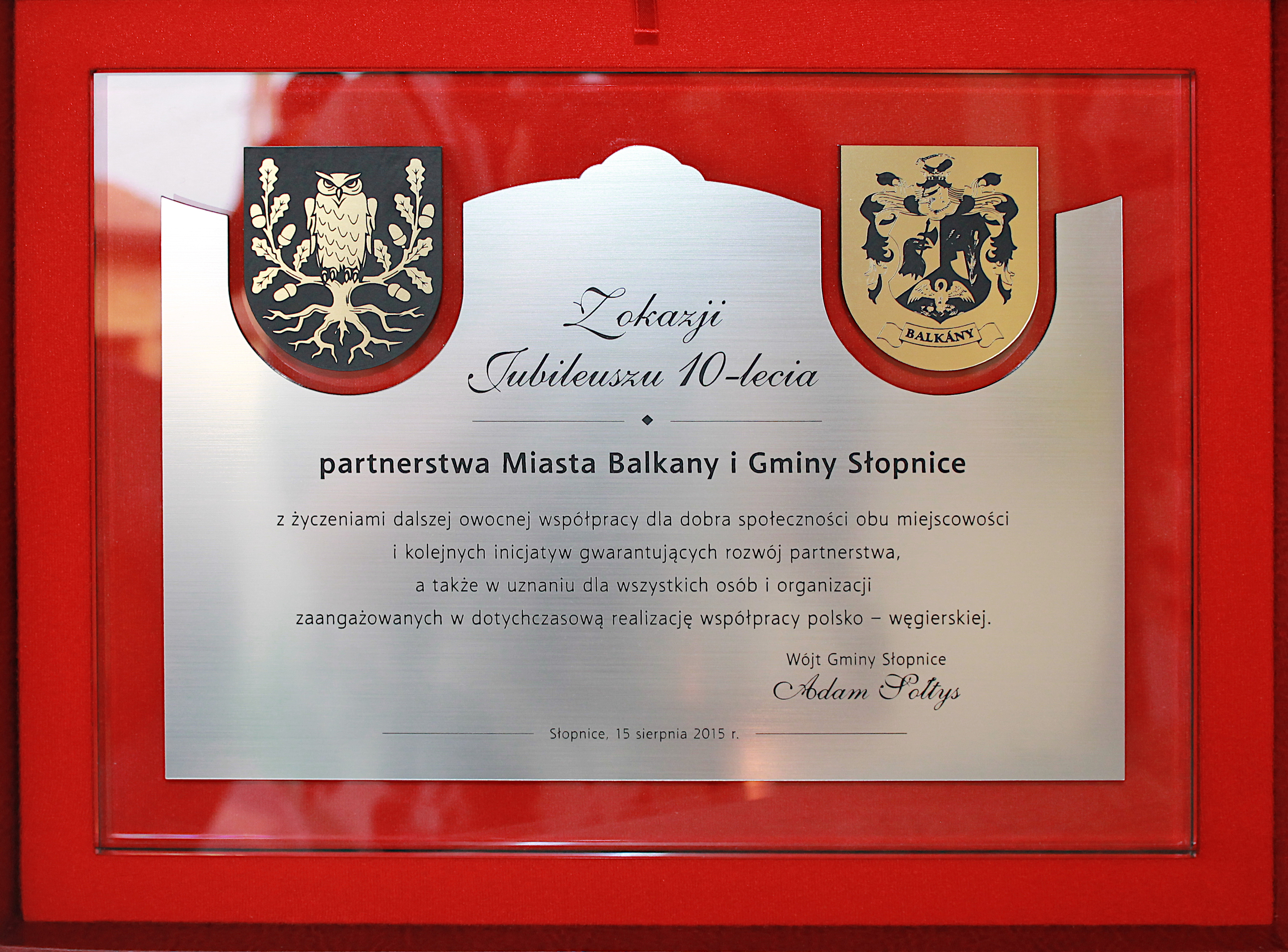
A Słopnice és Balkány közötti testvértelepülési szerződés megújítására, a tízéves jubileum alkalmából készített emlékplakett

Továbbá a Gimnazjum im. Adama Mickiewicza w Słopnicach (magyarul: Słopnicei Adam Mickiewicz Általános Iskola) testvériskolai kapcsolatot ápol a magyarországi Balkányi Szabolcs Vezér Általános Iskola és Alapfokú Művészeti Iskolával.

## Külső hivatkozások
- Słopnice Önkormányzatának lengyel nyelvű honlapja